# 제2차 세계 대전 기간 미국의 국내 전선

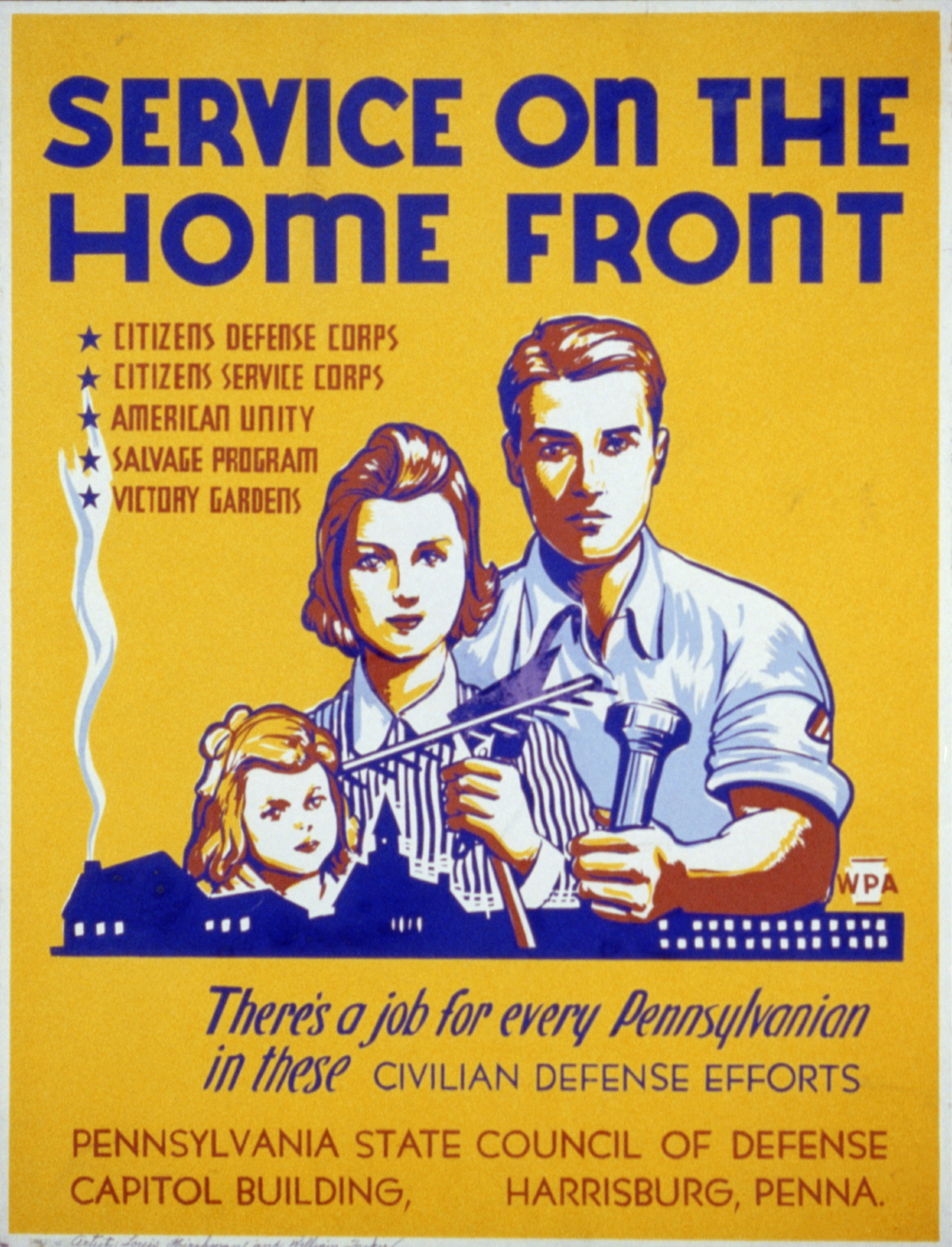
허시만과 윌리엄 태스크의 포스터

제2차 세계 대전 기간 미국의 국내 전선은 미국의 전쟁 노력을 다양한 봉사활동, 정부에 의한 배급 및 가격 통제 준수 등 여러 방식으로 후원했다. 불편을 감수하면 전쟁 기간 동안 국익에 도움이 될 것이라는 전반적인 일치감이 있었다.
노동 시장은 급격히 변했다. 인종과 노동에 대한 평시 갈등 양상은 국가적 단결에 대한 압박 때문에 달라졌다. 할리우드 영화 업계는 선전에 중요했다. 정치부터 개인적 저축에 이르기까지 모든 삶의 양상이 달라졌다. 이는 산업계에서 생산성이 낮은 일로부터 생산성이 높은 일로 향하는 노동자 수 천 만 명에 의해 이뤄졌다. 학생, 은퇴자, 주부, 무직자 수 백 만 명이 활동적인 노동 분야로 옮겨갔다. 노동 시간은 급격히 늘었고 여기 시간은 급격히 줄었다.
휘발유, 육류, 의복, 신발이 빡빡하게 배급됐다. 대부분 가정은 1주일에 휘발유 11L를 배급받았고 이에 따라 목적 불문하고 차량을 운전하는 일은 급격히 줄었다. 신축 가옥, 진공청소기, 주방 용품 등 소비 제품 생산이 전쟁 기간 동안 금지됐다. 공업 지역에서는 주택난이 일어났다. 가격과 임금은 통제됐다. 미국인들은 소득 중 상당 부분을 저축했는데 이는 전후 경제 성장으로 이어졌다.

## 같이 보기
- 리벳공 로지